# مقياس تشخيص اضطراب الأكل
مقياس تشخيص اضطراب الأكل (EDDS) هو 22 بند تقرير ذاتي الاستبيان الذي يقيم وجود ثلاثة اضطرابات الأكل، فقدان الشهية العصبي، الشره المرضي العصبي واضطراب الأكل الشراهة. كُيفت من قبل ستايس وآخرون في عام 2000 من المقابلة النفسية المنظمة المصادق عليها: فحص اضطراب الأكل (EDE) ووحدة اضطراب الأكل في المقابلة السريرية المنظمة للدليل التشخيصي والإحصائي للاضطرابات النفسية (SCID).
أجريت دراسة لإكمال بحث مقياس اضطرابات الأكل التشخيصي (EDDS)؛ عملية إنشاء وصياغة الاستبيان. نظرت مجموعة من الباحثين في اضطرابات الأكل إلى نسخة أولية من الاستبيان واتخذوا قرارًا نهائيًا بشأن الأسئلة التي ستُوضع في الاستبيان النهائي الذي يتكون من 22 سؤالًا. يبدأ الاستبيان بأسئلة حول مشاعر المريض تجاه المظهر الجسدي، وخاصة الوزن. ثم ينتقل إلى أسئلة حول وجود نوبات من الأكل مع فقدان السيطرة وكيف شعر المريض بعد الإفراط في تناول الطعام. الأسئلة التالية تدور حول تجربة المريض في الصيام، والتقيؤ المتعمد، واستخدام الملينات لمنع زيادة الوزن. ثم يسأل عن مدى تأثير مشاكل صورة الجسم على العلاقات والصداقات مع الآخرين. أخيرًا، يسأل الاستبيان عن الوزن الحالي للمريض والطول والجنس والعمر.
يستخدم استبيان EDDS للباحثين لتقديم بعض العلاجات للأنواع الثلاثة من اضطرابات الأكل. إنه أكثر فاعلية من إجراء مقابلة لأنه من الأسهل الحصول على نتيجة، من مجموعة من المشاركين، باستخدام الاستبيان المكون من 22 سؤالًا. يعد الاضطرار إلى إجراء مقابلة مع كل مشارك طريقة أصعب وتستغرق وقتًا طويلاً للحصول على نتيجة. هذا الاستبيان مفيد أيضًا للرعاية الأولية / الأغراض السريرية لتحديد المرضى الذين يعانون من أمراض الأكل.
في دراسات متابعة لمصداقية وصلاحية EDDS، تبين أنها حساسة بدرجة كافية للكشف عن آثار برامج الوقاية من اضطرابات الأكل، والاستجابة لمثل هذه البرامج، والظهور المستقبلي لعلم أمراض اضطرابات الأكل والاكتئاب. يُظهر EDDS التشخيصات الكاملة وتحت الحد الأدنى لفقدان الشهية العصبي والشره المرضي العصبي واضطراب الأكل بنهم. EDDS هي نتيجة مركبة لأعراض اضطراب الأكل المستمر تستخدم مجموعة أدوات PhenX EDDS لبروتوكول فحص اضطرابات الأكل.